# Gustav Breddin
Gustav Breddin (Magdeburgo, 25 febbraio 1864 – Oschersleben, 22 dicembre 1909) è stato un entomologo tedesco,  specializzato in Hemiptera.
Era il direttore del Realschule. La sua collezione si trova nell'Istituto tedesco di entomologia.

## Opere
- (1900). Hemiptera gesammelt von Professor Kükenthal im Malayischen Archipel.Abhandlungen der Senckenbergischen naturforschenden Gesellschaft 25: 139-202.
- (1901). Die Hemipteren von Celebes - Ein Beitrag zur Faunistik der Insel. Abhandlungen der Naturforschenden Gesellschaft zu Halle 24: 1-213.
- (1904). Versuch einer Rhynchotenfauna der Malayischen Insel Banguey. Mitteilungen des Museums für Völkerkunde in Hamburg 22: 201-226.